# 奈良修一
奈良 修一（なら しゅういち、1961年12月8日 - ）は、日本の歴史学者、曹洞宗の僧侶、公益財団法人中村元東方研究所研究員、法清寺住職。

## 略歴
東京都生まれ。父は奈良康明。1980年慶應義塾大学文学部史学科東洋史専攻を卒業。1983年同大学院修士課程修了。ライデン大学研究員。現在公益財団法人中村元東方研究所研究員。

## 著書
- 『鄭成功　南海を支配した一族』、山川出版社、2016年